# Oluyemi Thomas
Oluyemi Thomas (Detroit (Michigan)) is een Amerikaanse jazzmuzikant (klarinet, saxofoon). Thomas studeerde techniek en muziek aan het Washtenaw College in Ann Arbor, waar hij een Associate of Science-graad in Mechanical Engineering behaalde. Hij speelt basklarinet en tenorsaxofoon. Met zijn vrouw, de dichteres en percussioniste Ijeoma Thomas, vormt hij al twintig jaar de band Positive Knowledge, waarmee hij verschillende albums heeft opgenomen. Hij werkte ook samen met Cecil Taylor, Wadada Leo Smith, Alan Silva, William Parker, Wilber Morris, John Tchicai, Roscoe Mitchell, Anthony Braxton en Charles Gayle. Momenteel leidt hij in 2018 een kwartet in Detroit met Kenn Thomas, Ben Willis en David Hurley.

## Biografie
Tijdens zijn studie aan het Washtenaw College studeerde hij ook muziek en de spirituele en fysieke aard van geluid en stilte. Grote liefde en respect voor de kunsten wordt als een juweel beschouwd voor zijn ouders, die dit aan hem en zijn zussen en broers hebben doorgegeven. In zijn kinderjaren luisterden zijn moeder en vader vaak naar de meesters Duke Ellington, Dizzy Gillespie, Dinah Washington en Billie Holiday. Als creatieve muzikant, artiest, docent en ingenieur op het gebied van opnamekunsten, probeert Thomas zijn blijvende liefde voor de verborgen kracht van kunst uit te drukken. Oluyemi's primaire focus is om de innerlijke kern van individuen te raken, of dat nu op een forum, radio, televisie, opname of in de muziektent is. Al twee decennia zijn hij en zijn lieftallige vrouw Ijeoma lid van de muziek- en poëzie-eenheid Positive Knowledge. Hij is te horen op de labels Music & Arts, Ear Light Records, Eremite, Rastascan & BMG. Zijn reizen naar Afrika, het Midden-Oosten en Europa zijn elementen die hij in de mix brengt. Oluyemi gelooft dat "De kunst van de muzikant een van de kunst is die de hoogste lof verdient" en "Muziek moet leiden tot spiritualiteit". 

## Discografie
- 1992: Another Day's Journey, Positive Knowledge
- 1996: Invacation Vol. 9, Positive Knowledge
- 1998: Unity in Multiplicity met Gino Robair
- 1999, 2001: Live in New York met Wilber Morris, Ijeoma Thomas, Michael Wimberly

- Library of Congress Control Number: n2003079865
- MusicBrainz: d5f78e2b-2ab4-425b-b491-53632d11c085
- Nationale Bibliotheek van Israël: 987007335073605171
- Virtual International Authority File: 55989729
- WorldCat: E39PCjKrf7BwMxkVyHfY3htDRq